# ヨーロッパ映画賞 脚本賞
ヨーロッパ映画賞 脚本賞（European Film Award for Best  Screenwriter）は、ヨーロッパ映画賞における最優秀脚本賞である。ヨーロッパ映画アカデミーにより1988年から授与されている。

## 受賞者
- 1988 - ルイ・マル（『さようなら、子供たち』）
- 1989 - Maria Khmelik (Malenkaja Vera)
- 1990 - ヴィターリー・カネフスキー（『動くな、死ね、甦れ!』）
- 1991 - ジャコ・ヴァン・ドルマル（『トト・ザ・ヒーロー』）
- 1992 - イシュトヴァン・サボー (Sweet Emma, Dear Böbe)
- 1993 - 1995（授賞なし）
- 1996 - アリフ・アリエフ、セルゲイ・ボドロフ & ボリス・ギレル（『コーカサスの虜』）
- 1997 - アラン・ベルリネール&クリス・ヴァンデール・スタッペン（『ぼくのバラ色の人生』）
- 1998 - ピーター・ハウイット（『スライディング・ドア』）
- 1999 - イシュトヴァン・サボー & イスラエル・ホロヴィッツ（『太陽の雫』）
- 2000 - アニエス・ジャウィ & ジャン＝ピエール・バクリ（『ムッシュ・カステラの恋』）
- 2001 - ダニス・タノヴィッチ（『ノー・マンズ・ランド』）
- 2002 - ペドロ・アルモドーバル（『トーク・トゥ・ハー』）
- 2003 - ベルント・リヒテンベルク（『グッバイ、レーニン!』）
- 2004 - アニエス・ジャウィ & ジャン＝ピエール・バクリ（『みんな誰かの愛しい人』）
- 2005 - ハニ・アブ・アサド & ベロ・ベイアー（『パラダイス・ナウ』）
- 2006 - フロリアン・ヘンケル・フォン・ドナースマルク（『善き人のためのソナタ』）
- 2007 - ファティ・アーキン（『そして、私たちは愛に帰る』）
- 2008 - Maurizio Braucci、ウーゴ・チッティ、ジャンニ・ディ・グレゴリオ、マッテオ・ガローネ、マッシモ・ゴウディオス、ロベルト・サヴィアーノ（『ゴモラ』）
- 2009 - ミヒャエル・ハネケ（『白いリボン』）
- 2010 - ロバート・ハリス、ロマン・ポランスキー（『ゴーストライター』）
- 2011 - ジャン＝ピエール&リュック・ダルデンヌ（『少年と自転車』）
- 2012 - トマス・ヴィンターベア & トビアス・リンホルム（『偽りなき者』）
- 2013 - フランソワ・オゾン（『危険なプロット』）
- 2014 - パヴェウ・パヴリコフスキ & レベッカ・レンキェヴィチ（『イーダ』）
- 2015 - ヨルゴス・ランティモス & エフティミス・フィリップ（『ロブスター』）
- 2016 - マーレン・アデ（『ありがとう、トニ・エルドマン』）
- 2017 - リューベン・オストルンド（『ザ・スクエア 思いやりの聖域』）
- 2018 - パヴェウ・パヴリコフスキ & ヤヌシュ・グウォヴァツキ（『COLD WAR あの歌、2つの心』）
- 2019 - セリーヌ・シアマ（『燃ゆる女の肖像』）
- 2020 - トマス・ヴィンターベア & トビアス・リンホルム（『アナザーラウンド』）
- 2021 - フローリアン・ゼレール & クリストファー・ハンプトン（『ファーザー』）
- 2022 - リューベン・オストルンド（『逆転のトライアングル』）
- 2023 - アルチュール・アラリ（英語版） & ジュスティーヌ・トリエ（『落下の解剖学』）